# Dariusz Bąkowski-Kois
Dariusz Bąkowski-Kois (ur. 1973) – polski organista i historyk, profesor w katedrze organów Akademii Muzycznej w Krakowie. 

## Życiorys
Ukończył studia historyczne na Uniwersytecie Jagiellońskim, tam też w 2002 roku otrzymał stopień doktora (rozprawa Zarządcy dóbr Elżbiety Sieniawskiej – studium z historii mentalności). 
W 2000 roku ukończył z wyróżnieniem Akademię Muzyczną w Krakowie w klasie organów prof. Józefa Serafina. Studia podyplomowe odbył w Akademii Muzycznej w Warszawie oraz Konserwatorium Wiedeńskim. Jest laureatem konkursów krajowych i międzynarodowych, m.in. V Międzynarodowego Konkursu Organowego im. F. Schuberta w Cremolino (2001, III nagroda i brązowy medal). W latach 2001–2007 współpracował z Capellą Cracoviensis. W 2006 roku uzyskał stopień doktora habilitowanego sztuk muzycznych w zakresie instrumentalistyki na Akademii Muzycznej w Krakowie, gdzie w latach 2008-2012 był prodziekanem Wydziału Instrumentalnego. W latach 2012–2016 prorektor ds. dydaktyki i rozwoju, od 2016 kierownik Katedry Organów. 

## Publikacje
- Zarządcy dóbr Elżbiety Sieniawskiej – studium historii mentalności 1704–1726. Kraków 2005. ISBN 83-88737-97-X.
- Zagadnienia sonorystyczno-wykonawcze iberyjskiej muzyki organowej XVII stulecia. Kraków 2006. ISBN 83-87182-63-X. Książka + CD.